# Youth Revival Acoustic
Youth Revival Acoustic ist das dritte Live-Album von Hillsong Young & Free, welche zu Hillsong Music gehört.
Das Album umfasst acht der 13 Titel der CD Youth Revival im Akustik-Stil und zudem die Studio-Versionen von Real Love und Falling Into You.

## Titelliste
| Nr.          | Titel                                        | Autor(en)                                                       | Worshipleader      | Länge |
| ------------ | -------------------------------------------- | --------------------------------------------------------------- | ------------------ | ----- |
| 1.           | Falling Into You (Acoustic)                  | Hastings, King, Pratt, Cameron Robertson, Tan                   | Wagner             | 3:42  |
| 2.           | Only Wanna Sing (Acoustic)                   | Fatkin, King, Ben Tan                                           | King               | 3:51  |
| 3.           | When the Fight Calls (Acoustic)              | Fatkin, King, Scott Ligertwood, Wagner                          | Pappas             | 5:09  |
| 4.           | Never Alone (Acoustic)                       | Tracy Pratt, Tan                                                | Tracy Pratt        | 4:09  |
| 5.           | In Your Eyes (Acoustic)                      | Hastings, Tan                                                   | Renee Sieff        | 3:41  |
| 6.           | Medley: I Love You Lord / Passion (Acoustic) | King, Bede Benjamin-Korporaal, Tan, Toggs                       | King, Karina Wykes | 5:27  |
| 7.           | Real Love (Acoustic)                         | Fatkin, Hannah Hobbs, Pappas                                    | Alexander Pappas   | 4:10  |
| 8.           | Where You Are (Acoustic)                     | Michael Fatkin, Benjamin Hasting, Aodhan King, Alexander Pappas | Aodhan King        | 3:28  |
| 9.           | Real Love (Studio Version)                   | Fatkin, Hannah Hobbs, Pappas                                    | Alexander Pappas   | 3:43  |
| 10.          | Falling Into You (Studio Version)            | Hastings, King, Pratt, Cameron Robertson, Tan                   | Wagner             | 3:01  |
| Gesamtlänge: | Gesamtlänge:                                 | Gesamtlänge:                                                    | Gesamtlänge:       | 40:21 |

## Chartplatzierungen
| ChartsChartplatzierungen | Höchstplatzierung | Wochen |
| ------------------------ | ----------------- | ------ |
| Australien (ARIA)        | 37 (2 Wo.)        | 2      |